# Paragomphus madegassus
Paragomphus madegassus är en trollsländeart som först beskrevs av Karsch 1890.  Paragomphus madegassus ingår i släktet Paragomphus och familjen flodtrollsländor. Inga underarter finns listade i Catalogue of Life.